# Yvetot
Yvetot là một xã thuộc tỉnh Seine-Maritime trong vùng Normandie miền bắc nước Pháp.

### Huy hiệu
| Arms of Yvetot | The arms of Yvetot are blazoned: Gules, 2 garbs (sheaves of wheat) and 2 shuttles crossed in saltire Or. |

## Dân số
| Năm | 1882 | 1962 | 1968 | 1975  | 1982  | 1990  | 1999  | 2006  |
| --- | ---- | ---- | ---- | ----- | ----- | ----- | ----- | ----- |
| Dân số | 8444 | 7932 | 9510 | 10433 | 10605 | 10807 | 10776 | 11436 |
| From the year 1962 on: No double counting—residents of multiple communes (e.g. students and military personnel) are counted only once. |      |      |      |       |       |       |       |       |

## Thành phố kết nghĩa
- Lanark, Scotland
- Kyjov, Cộng hòa Séc
- Murowana Goślina, Ba Lan